# Тарас Шевченко єднає народи
«Тарас Шевченко єднає народи» — міжнародний проєкт-конкурс, на меті якого входження України до світового інформаційного простору завдяки творчості величної постаті Тараса Шевченка, привернення уваги світової спільноти до сучасних проблем України.
Проєкт-конкурс започаткований у 2016 році Міжнародною Лігою «Матері і сестри – молоді України» на чолі з Послом Миру, народною артисткою України Галиною Яблонською за підтримки Національної Ради жінок України, Міністерства культури України, Товариства «Знання» України. Є виявом культурної дипломатії та діє на перманентній основі.
Щорічно проєктом-конкурсом відзначається від 70 до 100 кращих творчих доробків, що подані на конкурс.
За час свого існування проєкт об'єднав близько 1,5 тис. осіб — учасників з 61 країни світу та республік, які виборюють свою незалежність.

## Історія

### 2019 рік
З 2019 року міжнародний проєкт-конкурс відзначився потужним зростанням кількості учасників і підномінацій, почав діяти цілорічно. Так, спільно з Всеукраїнським об'єднанням ветеранів провели зустрічі в центрах реабілітації ветеранів в Пущі-Водиці та Циблях, де переважно оздоровлюються воїни АТО.
З 2019-го року міжнародний проєкт-конкурс став юридичною особою і зареєстрований громадською організацією «Тарас Шевченко єднає народи».

## Формат фестивалю
Конкурсна частина проєкту-конкурсу проводиться щорічно з березня по травень у форматі «Україна-Світ», відбувається він у три етапи, останній з яких проходить у Києві і завершується поїздкою до Канева на могилу Тараса Шевченка.
За чотири роки існування проєкту-конкурсу (2016 — 2019) на розгляд журі надійшло понад 1200 робіт з 62 країн (республік) у п'яти номінаціях. Слово Тараса Шевченка лунало 53-ма мовами світу. Вік учасників сягав від 3 до 97 років (віковий ценз відсутній).
Від 2018 року проєкт-конкурс проходить у трьох конкурсних номінаціях:
- «Наживо» — читана, співана, інсценізована поезія Шевченка мовами світу, включаючи «Діалог Культур»;
- «Відеоформат» — відеозаписи читаної, співаної, інсценізованої поезії Шевченка мовами світу, включаючи «Діалог Культур»  (кураторка «Відеоформату» з 2016 по 2019 — Тетяна Яровицина);
- «Мій Шевченко»:
  - «Мій Шевченко: Літературний» — авторські прозові та поетичні твори;
  - «Мій Шевченко у художньо-прикладному втіленні» — образотворче мистецтво, графіка, вишивка, фотомистецтво, художньо-прикладне мистецтво;
  - «Мій Шевченко: Музично-театральний» — музичні твори та театральні постановки на Шевченкову тематику;
  - «Мій Шевченко: Науководослідницький» — науково-дослідницька робота;
- «Поза часом» (позаконкурсна) — визначні шевченківські акції, підготовка яких виходить за межі часових параметрів конкурсу (переможці визначаються упродовж року);
- «Пам᾿ять» (позаконкурсна) — прижиттєві здобутки, натхненні Шевченком або героями його творів (переможці визначаються упродовж року).

У конкурсі беруть участь представники різних національностей. Виступи проходять мовою країни-учасниці, або мовою інших етнічних громад, активну участь беруть представники української діаспори українською мовою.

## Лауреати
Переможці проекту-конкурсу по роках.
| Рік  | «Наживо» | «Відеоформат» | «Мій Шевченко: Літературний» | «Мій Шевченко у художньо-прикладному втіленні» | «Мій Шевченко: Музично-театральний» | «Мій Шевченко: Науководослідницький» | «Поза часом» (позаконкурсна) | «Пам᾿ять» (позаконкурсна) |
| 2016 |          |               |                              |                                                |                                     |                                      |                              | |
| 2017 |          |               |                              |                                                |                                     |                                      |                              | |
| 2018 |          |               |                              |                                                |                                     |                                      |                              | |
| 2019 |          |               |                              |                                                |                                     |                                      |                              | Михайло Гаврилко (1882 – 1920) – український громадський та військовий діяч, художник, скульптор. Учасник I-х визвольних змагань, чотар УСС, хорунжий Армії УНР, начальник штабу Сірої дивізії Армії УНР, повстанський отаман. |
| 2020 |          |               |                              |                                                |                                     |                                      |                              | |